# 觀音坑山
觀音坑山，又稱觀音坑，是台灣新北市五股區觀音里的一座山峰，標高227公尺。該山東側為觀音坑溪，南側為觀音坑溪支流中直坑溪，西側為中直坑溪支流崩山坑溪。
觀音坑山位於觀音坑聚落西側，是一座獨立火山，其組成岩石主要為黑雲母角閃安山岩。:150該火山屬於大屯火山群之下觀音山亞群。